# Przybory kreślarskie
Przybory kreślarskie – sprzęt służący do wykonywania czynności kreślarskich. 
Do przyborów kreślarskich zalicza się m.in.:
- linijki,
- ekierki,
- cyrkle,
- krzywiki,
- kółkowniki,
- szablony,
- kątomierze,
- skalówki,
- deski kreślarskie,
- szkicowniki
- grafiony,
- ołówki,
- temperówki,
- lupy,
- przykładnice
- wzorniki.